# Eupithecia oxydata
Eupithecia oxydata là một loài bướm đêm trong họ Geometridae.